# Eissporthalle Gletscher

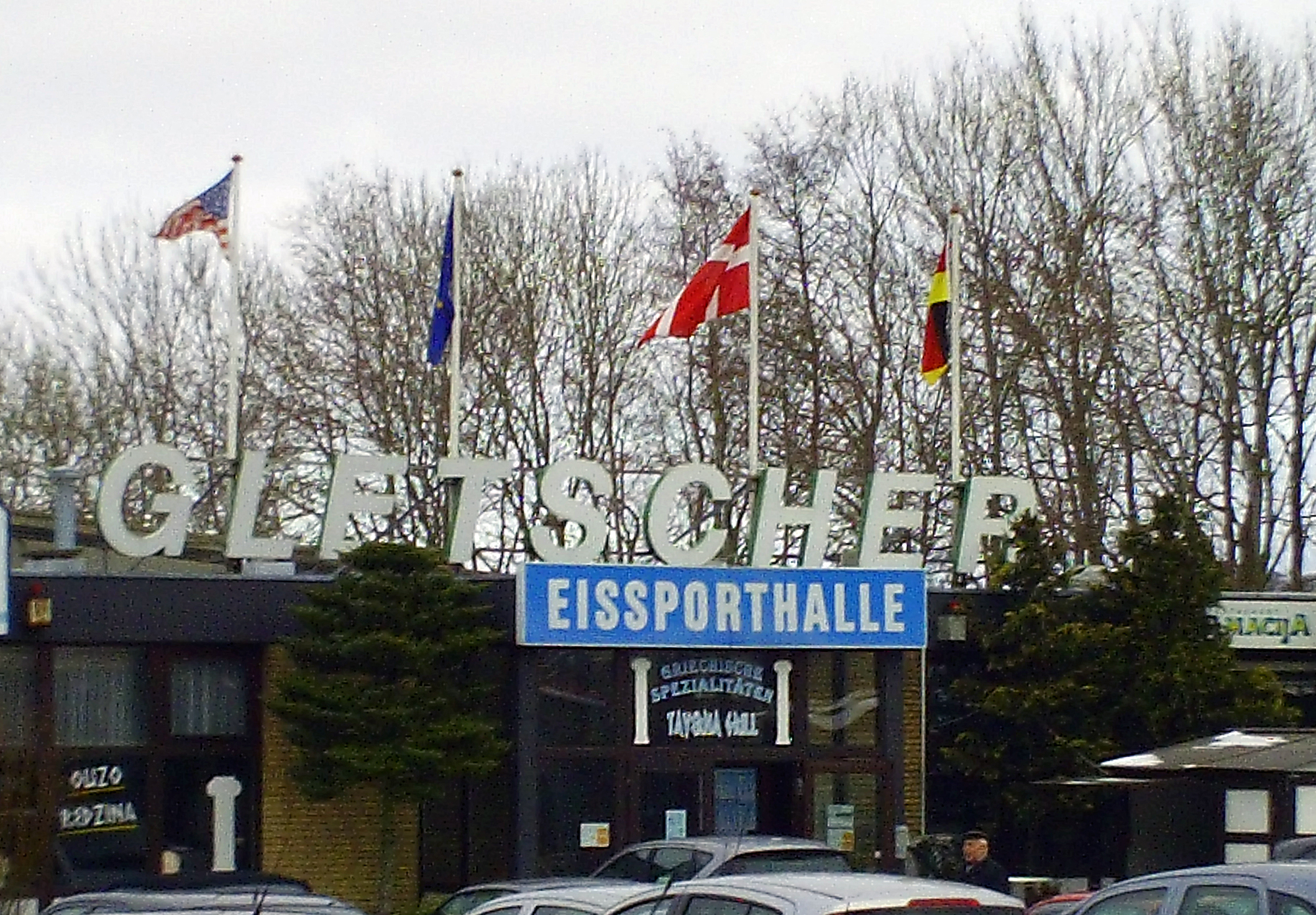
Zugang der Gletscherhalle 2011

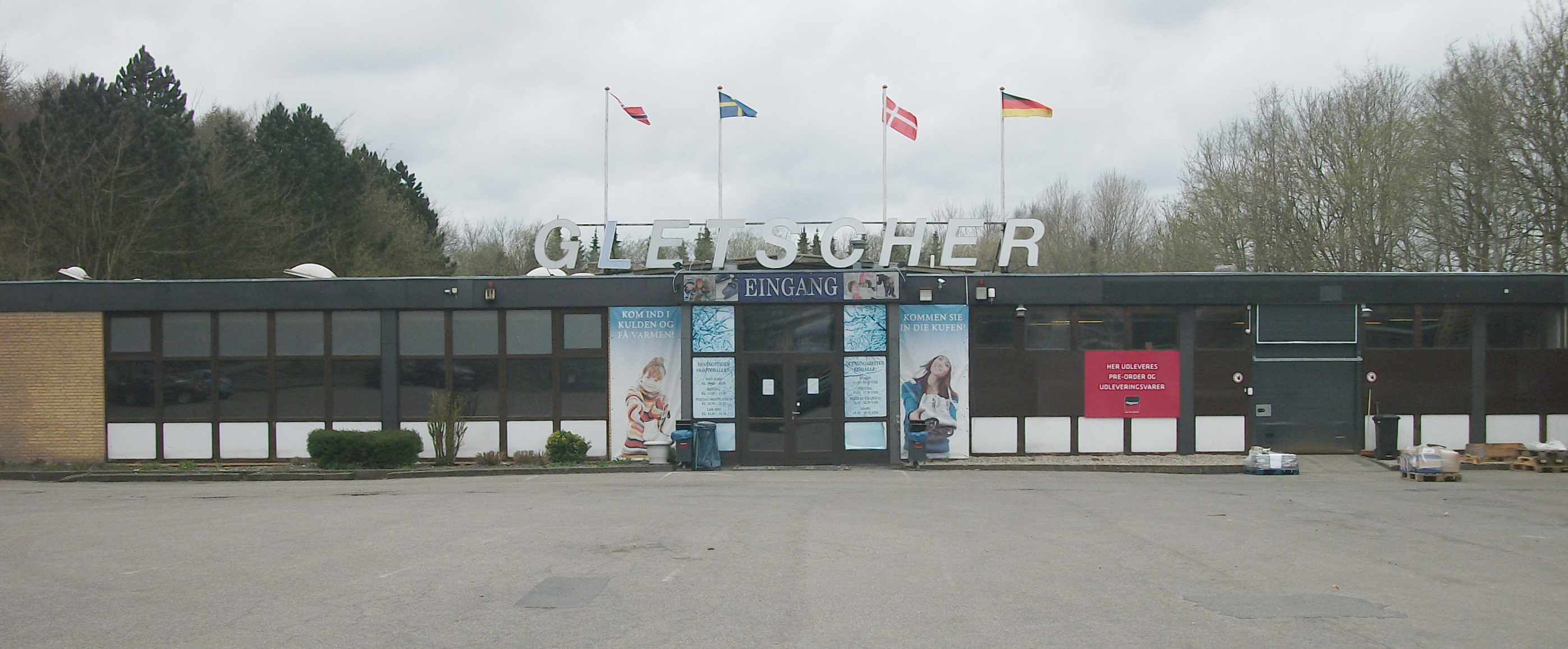
Die Gletscherhalle im April 2016

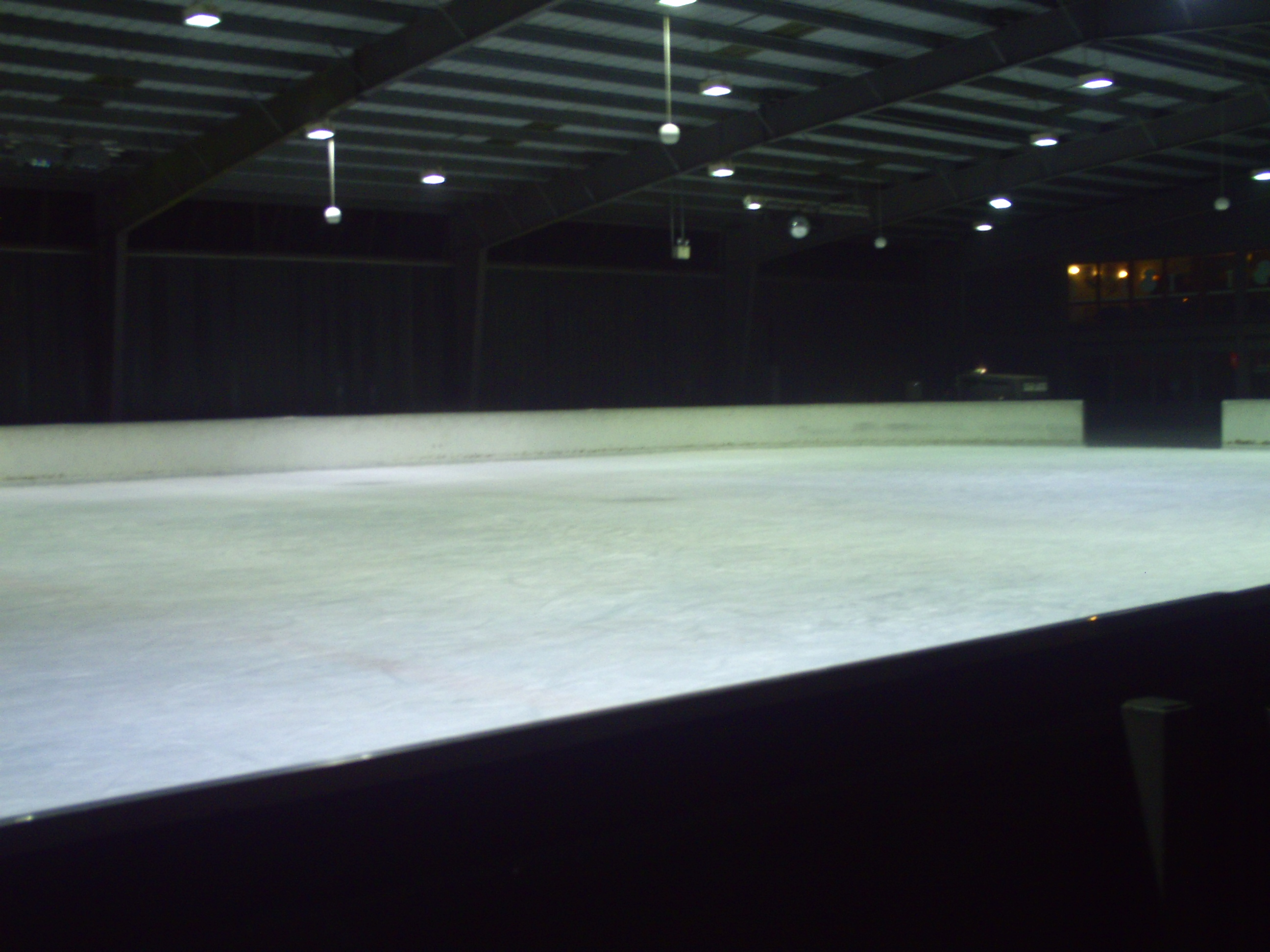
Aufnahme von der Gletscherhalle 2011

Die Eissporthalle Gletscher war die nördlichste Eissporthalle Deutschlands. Die Eishalle befindet sich nördlich von Flensburg in Harrislee bei der Zollsiedlung bei Kupfermühle. Der laufende Betrieb wurde im Oktober 2016 eingestellt.

## Hintergrund
Die Eissporthalle wurde 1983 in der historischen Alten Zollstrasse, gerade mal hundert Meter vom deutsch-dänischen Grenzübergang bei Krusau entfernt, erbaut. Sie eröffnete 1984 und ist Bestandteil des seit 2003 zum Fleggaard-Konzern gehörigen Best Western Hotel des Nordens.
Geöffnet war die Eissporthalle in der Regel in der Zeit vom 1. November bis 1. April. Die Halle ist überdacht, jedoch nach Norden hin offen. Dadurch handelt es sich um eine nicht geschlossene Eishalle, die sich theoretisch für diverse Eissportarten, jedoch nicht für Curling eignet. Genutzt wurde die Halle in erster Linie von Schlittschuhläufern. Dieses Angebot galt für jedermann, es existierte ein eigener Schlittschuhverleih. Von 1985 bis 2004 trug der Flensburger EC (Eishockey) seine Heimspiele in der Eissporthalle Gletscher aus. Eisstockschießen wurde ebenfalls in der Gletscherhalle ausgeübt. Eishockey wurde nur noch im Hobbybetrieb in der Gletscherhalle gespielt. Andere Sportarten, wie Eisschnelllauf oder Eiskunstlauf existieren im Raum Flensburg nicht.
Bei Veranstaltungen wie Eishockey-Spielen oder Eisstock-Turnieren bot die Eishalle etwa 300 Zuschauern Platz. Während der Saison fand einmal wöchentlich eine Eisdisco in der Gletscherhalle statt. Die Nähe zur Grenze ermöglichte auch vielen Dänen einen Besuch der Eissporthalle. Neben der Halle befindet sich ein Discounter, der hauptsächlich auf dänische Konsumenten ausgerichtet ist.
Das Hotel gab im Oktober 2016 die Schließung der Halle wegen strengerer Umweltgesetze hinsichtlich des Einsatzes von Fluorchlorkohlenwasserstoffen (FCKW) zur Kühlung bekannt. Danach wurde vom Hotel die Neuanschaffung einer moderneren Kälteanlage erwogen. Auch die Bereitstellung finanzieller Mittel durch die Gemeinde Harrislee war im Gespräch. Als zukünftige Verwendung wurde auch eine Wellnesszone angedacht.